# 帕斯夸尔·佩雷斯 (拳击运动员)
帕斯夸尔·佩雷斯（西班牙語：Pascual Pérez，1926年5月4日—1977年1月22日），生于门多萨，阿根廷男子拳击运动员。他曾代表阿根廷参加1948年夏季奥林匹克运动会拳击比赛，获得男子51公斤级金牌。